# Tetracis
Tetracis là một chi bướm đêm thuộc họ Geometridae.

## Các loài
- Tetracis australis Ferris, 2009
- Tetracis barnesii (Hulst, 1896)
- Tetracis cachexiata Guenée, [1858]
- Tetracis cervinaria (Packard, 1871)
- Tetracis crocallata Guenée, [1858]
- Tetracis formosa (Hulst, 1896)
- Tetracis fuscata (Hulst, 1898)
- Tetracis hirsutaria (Barnes & McDunnough, 1913)
- Tetracis jubararia Hulst, 1886
- Tetracis montanaria Ferris, 2009
- Tetracis mosesiani (Sala, [1971])
- Tetracis pallidata Ferris, 2009
- Tetracis pallulata (Hulst, 1887)